# مسابقات آموزشگاه‌های ایران

مسابقات قهرمانی آموزشگاه‌های ایران, بانو دیانا پارسیان سرگروه دبیرستان شاهدخت کرمانشاه (تهران، ۱۳۴۰).

مراسم گشایش بازیهای اموزشگاهی نیمه‌ی نخست دهه ۳۰ شمسی. بانو فریده منوچهری در میانه تصویر و در حال نواختن طبل بزرگ.

مسابقات آموزشگاه‌های ایران رویدادی چند ورزشی است که هر سال بین دانش‌آموزان مدارس سطح کشور ایران برگزار می‌شده است. در هر رشته نشان‌های طلا برای مقام نخست، نقره برای مقام دوم و برنز برای مقام سوم پخش می‌شود. این مسابقات در دهه ۳۰ و ۴۰ شمسی به عنوان یکی از معتبرترین مسابقات ورزشی کشور برگزار می‌شده است و ترکیب بسیاری از تیم‌های ملی از بین برگزیدگان این مسابقات شکل می‌گرفته است.
این مسابقات در سال‌های بعد منحل شد. مسابقات دیگری (مانند المپیاد استعدادهای برتر ورزشی) برای احیای مسابقات آموزشگاه‌ها نیز شکل گرفت.

## فهرست مسابقات آموزشگاهی
| سال  | دوره  | میزبان         | تاریخ            | شرکت کننده‌ها | ورزشکاران | رشته ورزشی | رویدادها | منبع         |
| ---- | ----- | -------------- | ---------------- | ------------ | --------- | ---------- | -------- | ------------ |
| ۱۳۳۵ | ۲مین  |                |                  |              |           |            |          | [ ۶ ]        |
| ۱۳۳۶ | ۳مین  | تهرانیا اصفهان | فروردین          |              |           |            |          |              |
| ۱۳۳۷ | ۴مین  | تبریز          | تیر              |              |           |            |          | [ ۴ ] [ ۸ ]  |
| ۱۳۳۸ | ۵مین  | مشهد           | تیرماه           |              |           |            |          | [ ۴ ]        |
| ۱۳۳۹ | ۶مین  | اصفهان         |                  |              |           |            |          | [ ۹ ]        |
| ۱۳۴۰ | ۷مین  | تهران          |                  |              |           |            |          | [ ۹ ]        |
| ۱۳۴۱ | ۸مین  |                |                  |              |           |            |          |              |
| ۱۳۴۲ | ۹مین  |                |                  |              |           |            |          |              |
| ۱۳۴۳ | ۱۰مین |                |                  |              |           |            |          |              |
| ۱۳۴۴ | ۱۱مین | شیراز          |                  |              |           |            |          | [ ۱۰ ]       |
| ۱۳۴۵ | ۱۲مین | تبریز          |                  |              |           |            |          | [ ۱۱ ]       |
| ۱۳۴۶ | ۱۳مین |                |                  |              |           |            |          |              |
| ۱۳۴۷ | ۱۴مین |                |                  |              |           |            |          |              |
| ۱۳۴۸ | ۱۵مین | تهران          | از اول تیرماه    |              |           |            |          | [ ۱۳ ]       |
| ۱۳۴۹ | ۱۶مین |                |                  |              |           |            |          |              |
| ۱۳۵۰ | ۱۷مین |                |                  |              |           |            |          |              |
| ۱۳۵۱ | ۱۸مین |                |                  |              |           |            |          |              |
| ۱۳۵۲ | ۱۹مین | مشهد           | ۲۵ تیر - ۲ مرداد |              |           |            |          | [ ۱۴ ] [ ۳ ] |
| ۱۳۵۳ | ۲۰مین |                |                  |              |           |            |          |              |
| ۱۳۵۴ | ۲۱مین | کرمان          |                  |              |           |            |          | [ ۱۴ ]       |
|      |       |                |                  |              |           |            |          |              |